# Ideopsis
Ideopsis là một chi bướm bướm giáp trong phân họ Danainae tìm thấy ở Đông Nam Á.

## Các loài
Sắp xếp theo a-b-c.
- Ideopsis gaura (Horsfield, [1829])
- Ideopsis hewitsonii Kirsch, 1877
- Ideopsis klassika Martin, 1909
- Ideopsis juventa (Cramer, [1777])
- Ideopsis oberthurii (Doherty, 1891)
- Ideopsis similis (Linnaeus, 1758)
- Ideopsis vitrea (Blanchard, 1853)
- Ideopsis vulgaris (Butler, 1874)